# 牧山道路
牧山道路（まぎやまどうろ）とは、国道45号、および宮城県道16号石巻鹿島台大衡線交点の石巻市蛇田を起点とする石巻市道・中埣橋（なかぞねばし）石巻大橋伊原津（いばらづ）線の一部で、石巻市不動町から石巻市湊（伊原津）を結ぶ道路。牧山西トンネル（804.5m）と牧山東トンネル（780m）を含み、総延長は2.5km。

## 概要
1973年（昭和48年）8月1日開通。片側1車線で、車両の制限速度は50km/h。歩行者および自転車や荷車などの軽車両、および排気量50cc以下の原動機付自転車の通行は禁止されている。終点の国道398号交点を直進すると、その先は1974年（昭和49年）に旧北上川河岸から移転開港した石巻漁港（石巻新漁港）となっている。
宮城県道路公社が建設し、当初は有料道路であったが、2000年（平成12年）8月1日より無料となり、現在は石巻市が管理している。
石巻市の道路交通の歴史は旧北上川を如何に越えるかの歴史であり、女川町・旧牡鹿町から見た場合、仙台方面へは、古くからあった内海橋（旧宮城県道6号・石巻女川線・東内海橋 - 中瀬 - 西内海橋：現在の国道398号線）だけが石巻市内に入るルートであった。1966年（昭和41年）、上流に石巻大橋が完成し、中里地区を通って蛇田の国道45号線から仙台に向かう市道・石巻（=現・中里）バイパスルートの完成をみたが、両橋とも旧県道石巻女川線、湊・八幡町を通過することには変わりがなかった。手狭になり、水深も浅かった北上河岸の旧漁港から長浜海岸への石巻新漁港建設・移転を目前にして、鮮魚トラックの湊地区への更なる交通集中予防、県道・新漁港から石巻大橋 - 石巻バイパスへの直接接続化による交通分散を狙って、当道路は牧山を貫く形で建設された。これは、1933年（昭和8年）に作られた三代目・内海橋の老朽化に伴う、路線バスを除く大型自動車の通行禁止化に加えて、全体の交通負荷軽減や、橋上の全ての車の西行き（石巻駅方面）一方通行の実施にも不可欠なことであった。
※現在は、内海橋は双方向の通行に戻っている。
国道45号・国道108号および三陸沿岸道路・石巻河南インターチェンジから石巻市街中心部を避けて国道398号女川・雄勝方面、ならびに同国道を経由して宮城県道2号石巻鮎川線・鮎川浜へ抜けられるため、利用する車は多い。また、2004年度には石巻市道・伊原津渡波町一丁目線（通称：中道（なかみち））が全線開通し、牧山東トンネル東出口から側道を伝ってすぐこの市道に下りると、国道398号・石巻市渡波駅前の混雑を避けて直接イオン石巻東ショッピングセンターから女川町方面へ抜けられるようにもなった。

## その他
ちなみに、国道45号中埣橋（蛇田交差点）から清水町 - 旧北上川に架かる石巻大橋を経て不動町までの区間は通称中里バイパスと呼ばれている。